# Айос-Ефстратіос
Айос-Ефстратіос (грец. Άγιος Ευστράτιος) — грецький острів в Егейському морі, входить до групи Північні Егейські острови. Розташований на відстані 30 км на південний захід від Лемноса і близько 80 км від острова Лесбоса. Муніципалітет Айос-Ефстратіос входить до складу периферійної одиниці Лемнос.

## Походження назви
Назва острова буквально перекладається як Святий Євстратій. Згідно з переказом святий справді жив на острові в 11 столітті, переховуючись у добу іконоборства від переслідувань візантійського імператора Лева V Вірменина. Могилу святого і зараз показують мешканці острова.

## Сучасна історія
У 1930-х роках острів використовували як місце заслання політичних в'язнів. 19 лютого 1968 року землетрус силою 7,1 балів за шкалою Ріхтера зруйнував більшість будинків на острові. Згодом їх замінили бетонними збірними будинками.
У 1970-х роках в добу перебування при владі військової хунти чорних полковників острів знову почали використовувати як місце заслання політичних в'язнів. Тоді найвідомішим в'язнем Айос-Ефстратіоса був Мікіс Теодоракіс, політичний діяч і грецький композитор, який відкрив всьому світові сіртакі.
26 лютого 2007 року на острові були заплановані спільні навчання НАТО, хоча острів мав статус демілітаризованої зони. Наступного дня турецьке командування в Ескішехірі виступило із вимогою скасувати навчання, що і відбулося, а грецький уряд був вимушений принести вибачення НАТО.
Острів Айос-Ефстратіос включений в європейську програму Natura 2000. Існує план перетворення острова на цілком «зелений», мешканці якого використовуватимуть виключно відновлювану енергетику та електромобілі.

## Цікаві факти
Острів під вигаданою назвою Стратіс повністю художньо відтворений в комп'ютерні грі Arma 3[джерело?].